# 唐佩德罗-迪阿尔坎塔拉
唐佩德罗-迪阿尔坎塔拉是巴西南大河州的一个市镇。总面积78.158平方公里，总人口2728人，人口密度34.9人/平方公里。